# Sky Rojo
Sky Rojo is een Spaanse televisieserie uit 2021 die wordt uitgezonden op Netflix. De serie is gemaakt door Álex Pina, die eerder La casa de papel en Vis a Vis produceerde. Het derde seizoen was vanaf 13 januari 2023 te zien.

## Verhaal
Coral, Wendy en Gina, drie prostituees, gaan op de vlucht op zoek naar vrijheid terwijl ze worden achtervolgd door Romeo, hun pooier van Las Novias Club in Tenerife,  Moisés en Christian. Samen beginnen de vrouwen aan een hectische, chaotische reis waarin ze alle soorten gevaren onder ogen moeten zien en elke seconde moeten leven alsof het hun laatste is, terwijl ze hun vriendschap versterken en het belangrijkste ontdekken: dat ze samen sterker zijn en meer opties hebben om hun leven te herstellen.

## Rolverdeling

### Hoofdrollen
- Verónica Sánchez als Coral
- Asier Etxeandia als Romeo
- Miguel Ángel Silvestre als Moisés
- Lali Espósito als Wendy
- Yany Prado als Gina
- Enric Auquer als Christian

### Bijrollen
- Carmen Santamaría als Charlotte
- Chani Martin als Fernando
- Luis Zahera als Alfredo
- Alicia Sánchez als Dolores Expósito
- Niko Verona als Cachopo
- Cecilia Gómez als Gata
- Godeliv Van den Brandt als Rubí
- Penélope Guerrero als Tsunami
- José Manuel Poga als Fermín
- Daria Krauzo als Bambi
- Paco Interstrosa als Arcadio
- Ivan Xao als Xuan
- Yanet Sierra als moeder van Gina

## Ontvangst
De serie wordt omschreven als een heftige actieserie met scenes die elkaar in een hoog tempo opvolgen. De stijl wordt vergeleken met films van Quentin Tarantino. De diepgang en originaliteit van het eerdere werk van Pina ontbreken echter.